# Grubenunglück von Nanaimo
Das Grubenunglück von Nanaimo am 3. Mai 1887 in Nanaimo, British Columbia, Kanada tötete 150 Bergleute und war bis zur Halifax-Explosion (1917) die größte Explosion in Kanada, die von Menschenhand verursacht wurde. Nur sieben Bergleute überlebten die Katastrophe; das Bergwerk brannte 24 Stunden lang.
Die Detonation begann tief im Untergrund im Kohlebergwerk Nummer 1, nachdem Explosivstoffe unsachgemäß gelagert worden waren. Während viele Bergleute sofort starben, wurden andere durch die Explosion zunächst eingeschlossen. Diese Männer schrieben Abschiedsbriefe in den Staub auf ihren Schaufeln.
Bezifferten frühere Dokumente die Todeszahl mit 148, wird jetzt von 150 Toten ausgegangen, darunter 53 chinesische Arbeiter. Die chinesischen Arbeiter waren im Regierungsuntersuchungs- und -jahresbericht des Ministers für Bergbau als „Chinamänner, Namen unbekannt“ aufgeführt gewesen, denen eine Personalnummer folgte. Bis 1897 mussten in British Columbia Todesfälle chinesischer Arbeiter nicht gemeldet werden. Manche Berichte sagen, dass 48 oder 53 Bergleute den Nachnamen Mah hatten – Aufzeichnungen darüber könnten zerstört worden sein, als Nanaimos Chinatown 1969 niederbrannte. Ein Denkmal in der Milton Street führt die Namen der weißen Bergleute auf, jedoch nur die Personalnummern der chinesischen Bergleute.
Nach der Explosion bezichtigten viele weiße Einwohner Nanaimos die chinesischen Arbeiter, an der Katastrophe Schuld zu haben, darauf verweisend, dass die Arbeiter die Zeichen und Anleitungen nicht lesen konnten. Jedoch waren die meisten Bergleute – unabhängig von deren Herkunft – Analphabeten. Rassismus war in British Columbia weit verbreitet und die chinesischen Arbeiter wurden wesentlich schlechter bezahlt als die Weißen.
Betrieben von der Vancouver Coal Company war das Bergwerk Nummer 1 im Jahr 1884 am Fuße der Milton Street in Nanaimo eröffnet worden. Seine Schächte und Tunnel erstreckten sich unter dem Hafen bis Protection Island, Newcastle Island und den Nanaimo River. Nach der Explosion wurde das Bergwerk wiedereröffnet und förderte noch 18 Millionen Tonnen Kohle, bevor es 1938 für immer geschlossen wurde.

## Bildergalerie

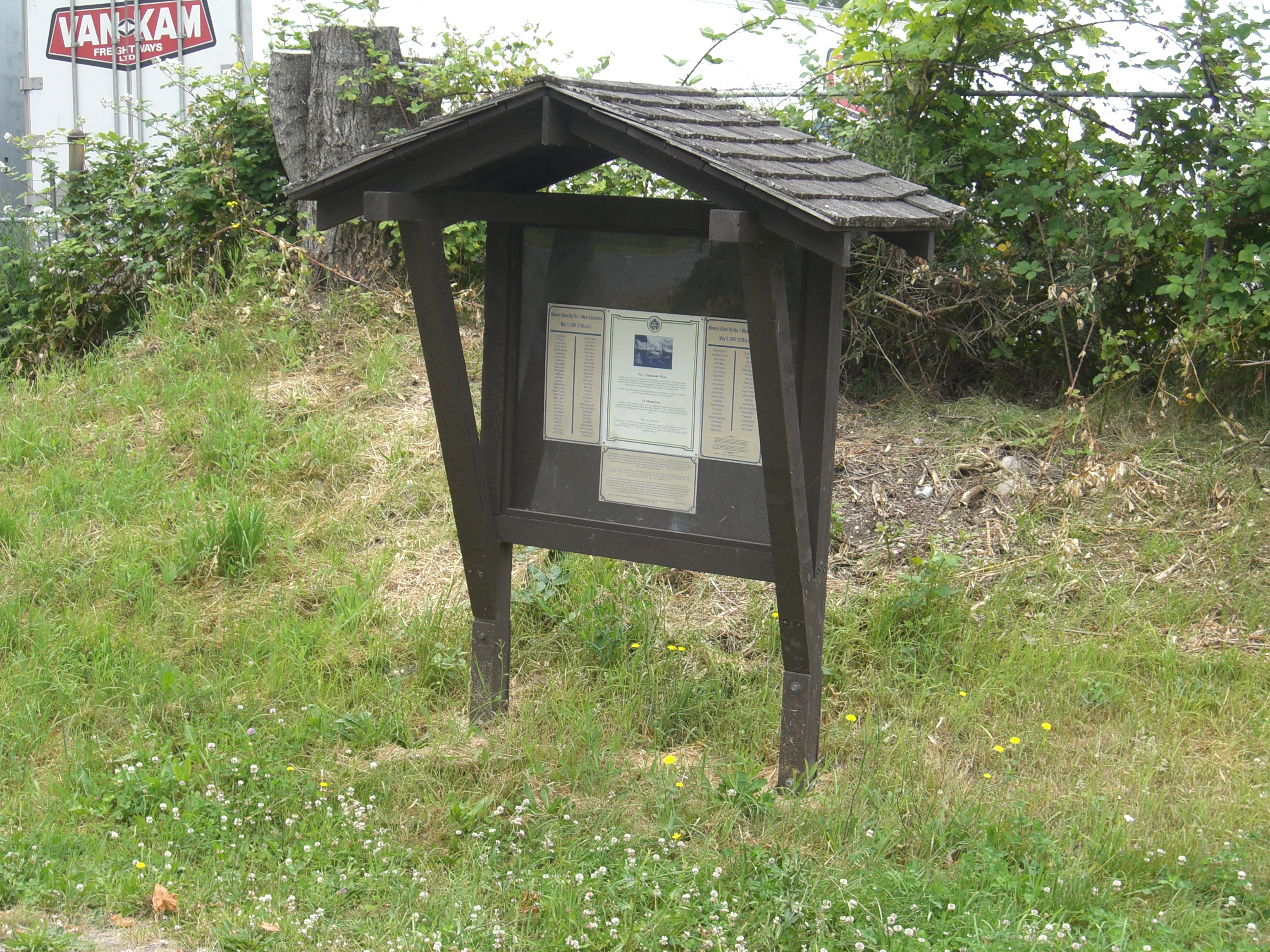
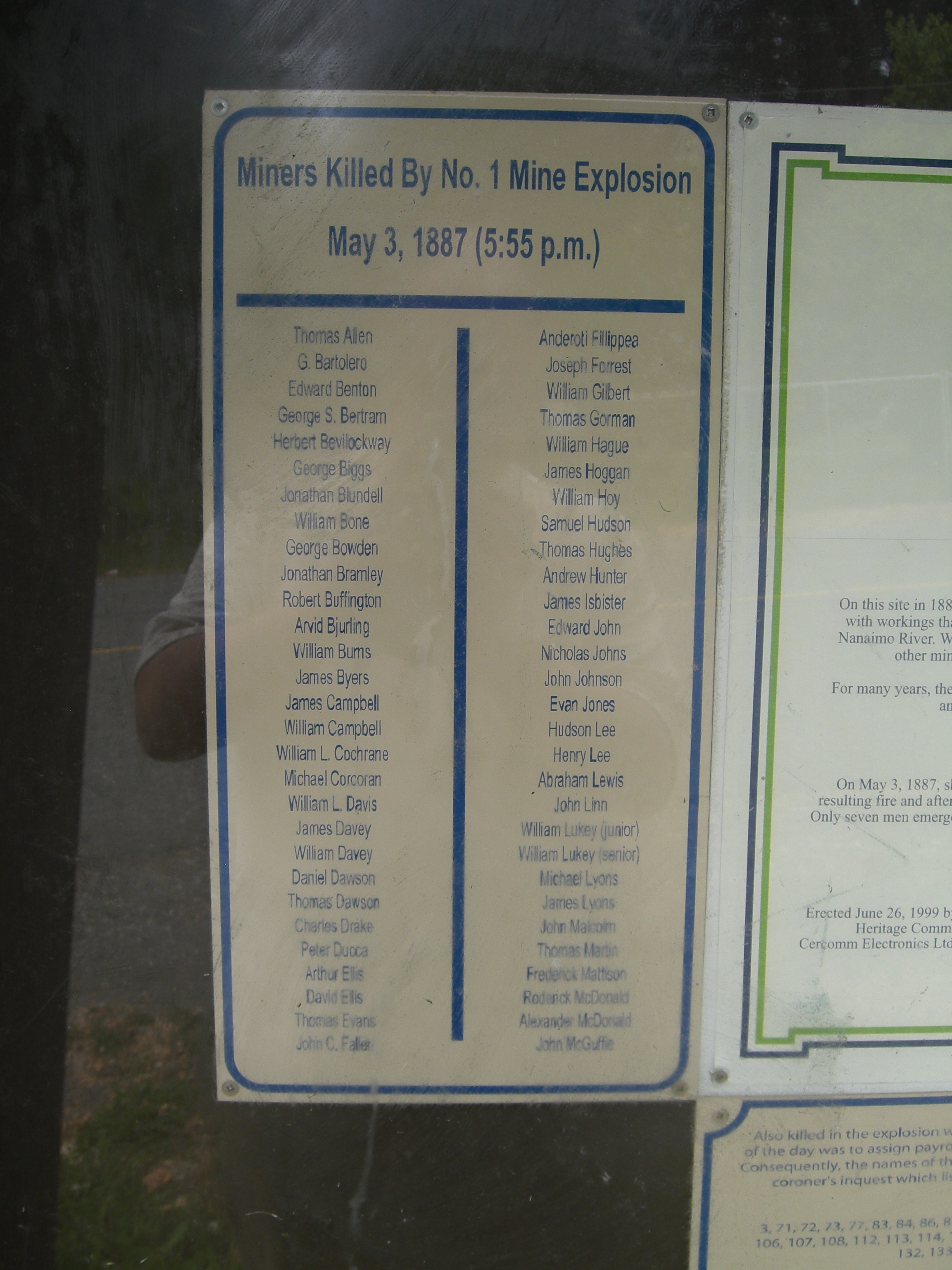
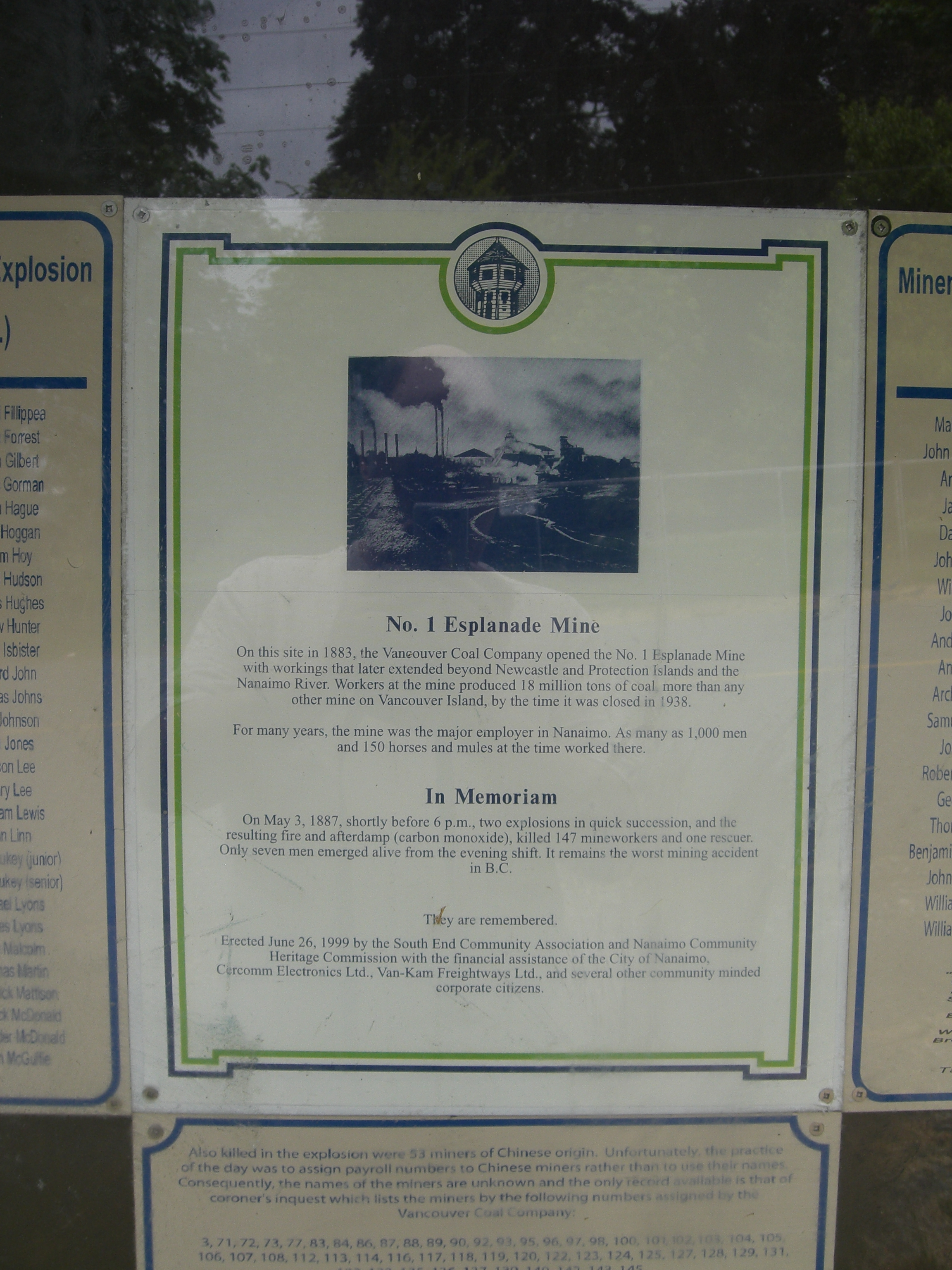
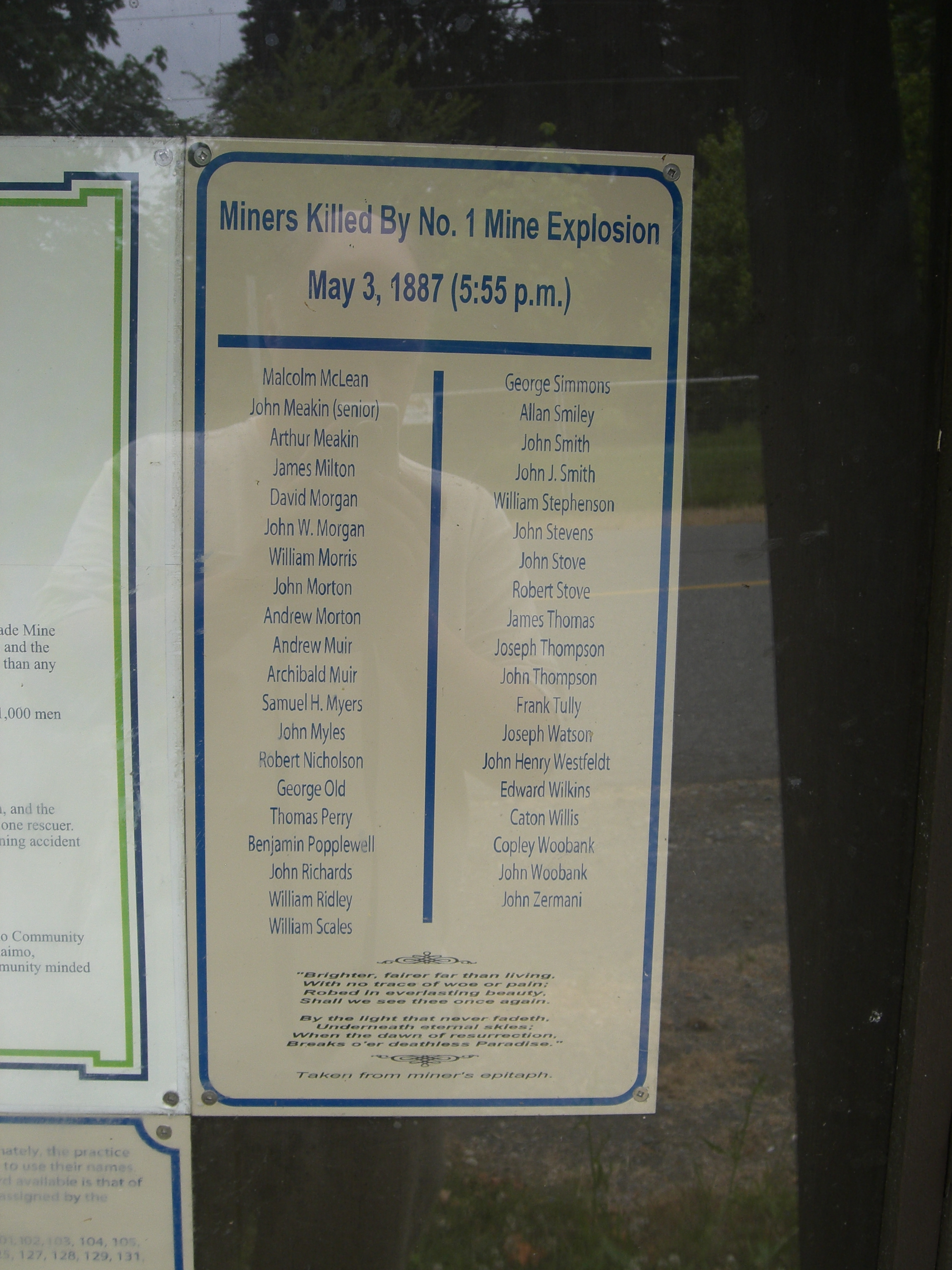
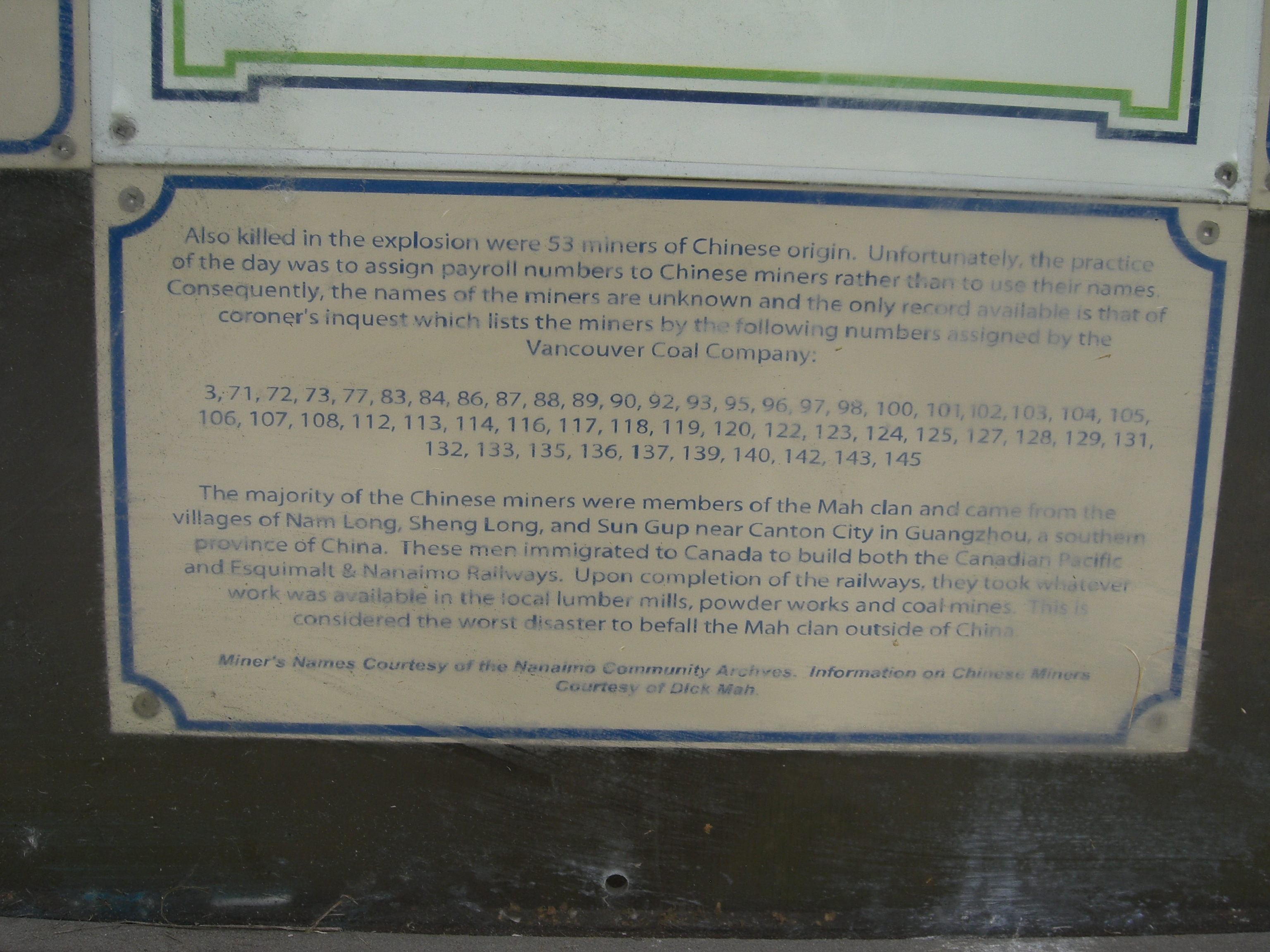